# Beignets de tomates vertes
Cet article concerne le film. Pour le roman, voir Beignets de tomates vertes (roman). Pour le mets, voir Fried green tomatoes.
Pour plus de détails, voir Fiche technique et Distribution.
Beignets de tomates vertes, ou Le secret est dans la sauce au Québec (Fried Green Tomatoes) est un film américain réalisé par Jon Avnet, sorti en 1991.
Il est adapté du roman Beignets de tomates vertes (Fried Green Tomatoes at the Whistle Stop Cafe), de Fannie Flagg, qui fait elle-même une apparition dans le film.

## Synopsis
Evelyn Couch (Kathy Bates), une timide et malheureuse femme au foyer dépressive dans la quarantaine, rend visite à une parente en maison de repos et de soins infirmiers à Anderson, en Alabama. Elle y fait la rencontre d'une charmante octogénaire, Ninny Threadgoode (Jessica Tandy). Ninny, au cours de plusieurs rencontres avec Evelyn, va lui raconter les histoires de sa jeunesse, les moments qu'elle a passés en compagnie de Ruth Jamison (Mary-Louise Parker) et d'Idgie Threadgoode (Mary Stuart Masterson), ainsi que l'histoire de la ville, maintenant abandonnée, de Whistle Stop, les gens qui y vivaient et les moments marquants de leur vie. Elles y tenaient un café très connu, près d'une voie ferrée : le Whistle Stop Cafe. La sous-intrigue du film concerne l'insatisfaction d'Evelyn dans la vie en général, plus précisément dans son mariage. Lentement, elle va (re)prendre confiance en elle et une amitié va naître entre elle et Ninny. Le récit, qui est situé pendant l'Entre-deux-guerres, bascule à plusieurs reprises entre l'histoire de Ninny et la vie d'Evelyn dans les années 1980 à Birmingham (Alabama) avec des retours en arrière.
L'histoire de Ninny commence avec le garçon manqué Imogene Threadgoode, surnommée « Idgie », la plus jeune des enfants Threadgoode, que Ninny décrit comme sa belle-sœur. La relation étroite d'Idgie avec son charmant grand frère Buddy (Chris O'Donnell) est coupée court quand celui-ci est tué par un train. Effondrée, Idgie s'éloigne de la société formelle pendant une grande partie de son enfance et de son adolescence, jusqu'à ce que l'ancienne petite amie de Buddy, Ruth Jamison, intervienne, à la demande de la famille Threadgoode inquiète.
Idgie résiste d'abord aux tentatives de Ruth de nouer une amitié mais permet ensuite progressivement le développement d'un attachement profond. Ruth quitte Whistle Stop pour épouser Frank Bennett (Nick Searcy) et va vivre à Valdosta, en Géorgie. Idgie est bouleversée par la perte de son amie et a du mal à l'oublier. Après quelque temps, elle rend visite à Ruth, maintenant enceinte mais souffrant de violence conjugale de la part de Frank. Contre l'avis de Frank, Ruth retourne à Whistle Stop avec Idgie, où naît son enfant, Buddy Jr.. Monsieur Threadgoode (le père) donne de l'argent à Idgie pour démarrer une entreprise afin qu'elle puisse s'occuper de Ruth et Buddy Jr. Ruth et Idgie ouvrent le Whistle Stop Cafe, elles emploient la cuisinière noire Sipsey (Cicely Tyson) ainsi que son fils, Big George (Stan Shaw), qui s'occupe du barbecue et devient rapidement célèbre auprès des clients.
Frank Bennett revient finalement à Whistle Stop pour tenter d'enlever Buddy Jr., mais il est contrecarré par un assaillant invisible. Frank disparaît et son camion est retrouvé plus tard au fond d'un lac voisin. Idgie est immédiatement suspectée car elle l'avait menacé publiquement de mort, du fait qu'il battait Ruth. Elle est ainsi arrêtée avec Big George pour l'assassinat de Frank. Le shérif local offre de la libérer et de faire endosser le crime à Big George seul, mais Idgie refuse de sacrifier son ami. Pendant le procès qui suit, le pasteur de Whistle Stop ment, disant qu'Idgie et Big George étaient à une veillée pastorale au moment de la disparition de Frank. Prenant en compte la fâcheuse réputation de Frank de se saouler, le juge déclare que sa mort est accidentelle (laissant l'avocat scandalisé). Idgie et Big George sont ensuite débarrassés de toute accusation.
Après le procès, Ruth développe un cancer puis meurt. Après sa mort, le café ferme. Au fil du temps, de nombreux résidents de Whistle Stop partent, ce qui amène Ninny à la fin de son histoire, mais pas avant qu'elle ne révèle ce qui est réellement arrivé à Frank : Sipsey avait tué Frank d'un coup de poêle sur la tête, essayant d'empêcher l'enlèvement de Buddy Jr.. Par la suite, Big George a passé le corps de Frank au barbecue et l'a notamment servi au shérif de Géorgie qui le recherchait.
Evelyn découvre que, pendant le séjour de Ninny au centre de soins, la maison de Ninny a été condamnée puis démolie. Evelyn, devenue proche de Ninny, lui propose de l'accueillir dans une chambre chez elle, ce qu'accepte Ninny. Alors que les deux amies marchent à proximité de l'ancienne maison de Ninny, elles passent devant la tombe de Ruth, fraîchement ornée d'un pot de miel et d'une carte sur laquelle est inscrit « Je t'aimerai toujours. La charmeuse d'abeilles », surnom d'Idgie donné à l'époque par Ruth. Dans la scène finale, Ninny lui révèle qu'Idgie est toujours en vie ; les deux femmes se promettant d'aller la voir.

## Fiche technique
Sauf indication contraire, les informations mentionnées dans cette section peuvent être confirmées par la base de données cinématographiques IMDb,  présente dans la section « Liens externes ».
- Titre original : Fried Green Tomatoes
- Titre français : Beignets de tomates vertes
- Titre québécois : Le secret est dans la sauce
- Réalisation : Jon Avnet
- Scénario : Fannie Flagg et Carol Sobieski (en), d'après le roman Beignets de tomates vertes de Fannie Flagg
- Direction artistique : Larry Fulton
- Décors : Barbara Ling
- Costumes : Elizabeth McBride
- Photographie : Geoffrey Simpson
- Montage : Debra Neil (en)
- Musique : Thomas Newman
- Production : Jon Avnet, Jordan Kerner (en)
- Sociétés de production : Universal Pictures, Act III Communications (en), Avnet–Kerner Productions
- Sociétés de distribution : Universal Pictures (États-Unis), Warner Bros. (France)
- Budget : 11 millions USD
- Pays d'origine :  États-Unis
- Langue originale : anglais
- Format : couleur, 35 mm, 1.85:1, son Dolby Surround
- Genre : comédie dramatique
- Durée : 130 minutes
- Dates de sortie :
  - États-Unis : 27 décembre 1991 (sortie limitée), 24 janvier 1992 (sortie nationale)
  - France : 23 septembre 1992
- Classification : tous publics en France[1] ; Accord parental recommandé, film déconseillé aux moins de 13 ans aux États-Unis[2].

## Distribution
- Kathy Bates (VF : Monique Thierry ; VQ : Mireille Thibault) : Evelyn Couch
- Mary Stuart Masterson (VF : Isabelle Ganz ; VQ : Chantal Baril) : Imogène Threadgoode dite Idgie ou « Towanda »
- Mary-Louise Parker (VF : Micky Sébastian ; VQ : Geneviève De Rocray) : Ruth Jamison
- Jessica Tandy (VF : Martine Sarcey ; VQ : Yolande Roy) : Ninny Threadgoode
- Cicely Tyson : Sipsey
- Chris O'Donnell (VF : Bernard Gabay ; VQ : Benoit Éthier) : Buddy Threadgoode
- Stan Shaw (VF : Sady Rebbot ; VQ : Pierre Chagnon (acteur)) : Big George
- Gailard Sartain (VF : Roger Lumont ; VQ : Yves Massicotte) : Ed Couch
- Tim Scott (VF : Jean-Pierre Leroux ; VQ : Claude Préfontaine) : Smokey Lonesome
- Gary Basaraba (VF : Pascal Renwick ; VQ : Jean-René Ouellet) : Grady Kilgore
- Lois Smith (VF : Jane Val ; VQ : Dyne Mousso) : Mama Threadgoode
- Jo Harvey Allen (en) (VF : Anne Kerylen) : la prof de prise de conscience des femmes
- Macon McCalman (VF : William Sabatier) : le procureur
- Richard Riehle (VF : Georges Berthomieu ; VQ : Edgar Fruitier) : le révérend Scroggins
- Raynor Scheine (VF : Henri Labussière) : Curtis Smoote
- Grace Zabriskie : Eva Bates
- Afton Smith (VQ : Violette Chauveau) : Leona Threagoode
- Danny Nelson : Papa Threadgoode
- Nancy Atchison : Idgie, jeune
- Constance Shulman (VF : Évelyn Séléna ; VQ : Nicole Fontaine): Missy, l'amie d'Evelyn
- Nick Searcy (VF : Philippe Vincent ; VQ : Patrick Peuvion) : Frank Bennett
- Haynes Brooke (VF : Thierry Wermuth) : Julian Threagoode
- Ginny Parker : la mère de Ruth
- Lashondra Phillips : Naughty Bird
- Grayson Fricke (VF : Boris Roatta) : Buddy Jr.
- Enjolik Oree : le vieux
- Tom Even (VF : René Morard) : le juge
- Bob Hannah (VF : Jacques Brunet) : l'avocat de la défense
- Carol Mitchell-Leon (VF : Marie-Laure Beneston) : Sue Otis
- Suzi Bass (VF : Annick Alane) : l'infirmière

Source et légende :
Version française (VF) sur RS Doublage, Allô Doublage ; version québécoise (VQ) sur Doublage.cq.ca.
Version québécoise :
Société de doublage : Bellevue Pathé ; adaptation des dialogues : Jean Fontaine ; direction artistique : Claudie Verdant.

## Production

### Tournage
Le tournage s'est tenu dans la ville de Juliette, dans le comté de Monroe en Géorgie,.

### Musique

#### Fried Green Tomatoes: Original Motion Picture Score
La bande originale du film est composée par Thomas Newman. Il s'agit de la première collaboration entre lui et Jon Avnet, en tant que réalisateur. Ils s'étaient déjà croisés durant la production du film Neige sur Beverly Hills (1987), dont Avnet était le producteur.
| Liste des titres | Liste des titres                  | Liste des titres     | Liste des titres | Liste des titres | Liste des titres | Liste des titres | Liste des titres | Liste des titres | Liste des titres |
| No               | Titre                             | Interprètes          | Durée            |                  |                  |                  |                  |                  |                  |
| ---------------- | --------------------------------- | -------------------- | ---------------- | ---------------- | ---------------- | ---------------- | ---------------- | ---------------- | ---------------- |
| 1.               | Ghost Train                       | Marion Williams (en) | 3:12             |                  |                  |                  |                  |                  |                  |
| 2.               | Whistle Stop, Ala.                |                      | 1:16             |                  |                  |                  |                  |                  |                  |
| 3.               | A Charge To Keep I Have           | Marion Williams      | 2:34             |                  |                  |                  |                  |                  |                  |
| 4.               | Xmas in Hooverville               |                      | 1:51             |                  |                  |                  |                  |                  |                  |
| 5.               | The Tree House                    |                      | 1:08             |                  |                  |                  |                  |                  |                  |
| 6.               | Night Baseball                    | Marion Williams      | 0:57             |                  |                  |                  |                  |                  |                  |
| 7.               | Whither Thou Goest I Will Go      |                      | 1:51             |                  |                  |                  |                  |                  |                  |
| 8.               | Buddy Threadgoode                 |                      | 1:18             |                  |                  |                  |                  |                  |                  |
| 9.               | Didn't It Rain                    | Marion Williams      | 2:51             |                  |                  |                  |                  |                  |                  |
| 10.              | The Bee Charmer                   |                      | 1:59             |                  |                  |                  |                  |                  |                  |
| 11.              | Wallpaper                         |                      | 1:31             |                  |                  |                  |                  |                  |                  |
| 12.              | The Smell of Coffee               |                      | 1:10             |                  |                  |                  |                  |                  |                  |
| 13.              | Visiting Ruth                     |                      | 1:43             |                  |                  |                  |                  |                  |                  |
| 14.              | Miss Otis Died                    |                      | 1:27             |                  |                  |                  |                  |                  |                  |
| 15.              | The Town Follies"                 | Ralph Grierson       | 0:44             |                  |                  |                  |                  |                  |                  |
| 16.              | Klansmen                          |                      | 2:04             |                  |                  |                  |                  |                  |                  |
| 17.              | Smokey Lonesome                   |                      | 1:23             |                  |                  |                  |                  |                  |                  |
| 18.              | Big George                        | Marion Williams      |                  |                  |                  |                  |                  |                  |                  |
| 19.              | Night Baseball [Mandolin Reprise] |                      | 1:02             |                  |                  |                  |                  |                  |                  |
| 20.              | The Whistle Stop Cafe             |                      | 2:25             |                  |                  |                  |                  |                  |                  |
| 34:16            |                                   |                      |                  |                  |                  |                  |                  |                  |                  |

#### Fried Green Tomatoes: Original Motion Picture Soundtrack
Il existe un album des chansons présentes sur la bande son du film. Cet album comprend trois titres extraits de la bande originale.
| Liste des titres | Liste des titres                  | Liste des titres     | Liste des titres | Liste des titres | Liste des titres | Liste des titres | Liste des titres | Liste des titres | Liste des titres |
| No               | Titre                             | Artistes             | Durée            |                  |                  |                  |                  |                  |                  |
| ---------------- | --------------------------------- | -------------------- | ---------------- | ---------------- | ---------------- | ---------------- | ---------------- | ---------------- | ---------------- |
| 1.               | I'll Remember You                 | Grayson Hugh         | 5:08             |                  |                  |                  |                  |                  |                  |
| 2.               | What Becomes of the Brokenhearted | Paul Young           | 4:34             |                  |                  |                  |                  |                  |                  |
| 3.               | Cherish (Hip Hop Version)         | Jodeci               | 3:58             |                  |                  |                  |                  |                  |                  |
| 4.               | Danger Heartbreak Dead Ahead      | Taylor Dayne         | 3:20             |                  |                  |                  |                  |                  |                  |
| 5.               | Rooster Blues                     | Peter Wolf           | 3:15             |                  |                  |                  |                  |                  |                  |
| 6.               | Barbecue Bess                     | Patti LaBelle        | 2:54             |                  |                  |                  |                  |                  |                  |
| 7.               | If I Can Help Somebody            | Aaron Hall           | 3:49             |                  |                  |                  |                  |                  |                  |
| 8.               | Cool Down Yonder                  | Marion Williams (en) | 3:10             |                  |                  |                  |                  |                  |                  |
| 9.               | Cherish (Movie Version)           | Jodeci               | 2:29             |                  |                  |                  |                  |                  |                  |
| 10.              | Ghost Train (Main Title)          | Thomas Newman        | 3:11             |                  |                  |                  |                  |                  |                  |
| 11.              | Visiting Ruth                     | Thomas Newman        | 1:46             |                  |                  |                  |                  |                  |                  |
| 12.              | A Charge To Keep I Have           | Thomas Newman        | 1:50             |                  |                  |                  |                  |                  |                  |
| 39:24            |                                   |                      |                  |                  |                  |                  |                  |                  |                  |

## Accueil

### Sortie
Le film est proposé en sortie limitée dans cinq salles à partir du 27 décembre 1991, avant de bénéficier d'une sortie nationale dans 673 salles quatre semaines plus tard, le 24 janvier 1992.

### Box-office
| Pays ou région | Box-office      | Date d'arrêt du box-office | Nombre de semaines |
| -------------- | --------------- | -------------------------- | ------------------ |
| France         | 381 161 entrées | -                          | -                  |
| États-Unis     | 82 418 501 $    | 19 juin 1992               | 19                 |
| Monde          | 119 418 501 $   | -                          | -                  |

## Distinctions

### Récompenses
- Casting Society of America Awards 1992 : meilleure distribution pour un film dramatique pour David Rubin
- GLAAD Media Awards 1992 : film exceptionnel
- USC Scripter Award (en) 1992 : meilleur scénario pour Fannie Flagg et Carol Sobieski (en)[note 1]
- BMI Film and TV Awards 1993 : meilleure musique de film pour Thomas Newman
- Young Artist Awards 1993 : meilleure jeune actrice pour Nancy Atchison

### Nominations
- American Comedy Awards 1992 :
  - Meilleure actrice de comédie pour Kathy Bates
  - Meilleure actrice de comédie dans un second rôle pour Jessica Tandy
- Golden Globes 1992 :
  - Meilleur film musical ou comédie
  - Meilleure actrice dans un film musical ou une comédie pour Kathy Bates
  - Meilleure actrice dans un second rôle pour Jessica Tandy
- Oscars du cinéma 1992 :
  - Meilleure actrice dans un second rôle pour Jessica Tandy
  - Meilleur scénario adapté pour Fannie Flagg et Carol Sobieski (en)[note 1]
- Writers Guild of America Awards 1992 : meilleur scénario adapté pour Fannie Flagg et Carol Sobieski (en)[note 1]
- BAFTA Awards 1993 :
  - Meilleure actrice pour Jessica Tandy
  - Meilleure actrice dans un second rôle pour Kathy Bates
- Prix Guldbagge 1993 : meilleur film étranger